# オウトラス・パラーヴラス
『オウトラス・パラーヴラス』（Outras Palavras）は、ブラジル人ミュージシャン、カエターノ・ヴェローゾが1981年に発表したスタジオ・アルバム。

## 背景
『ムイト』（1978年）よりヴェローゾのレギュラー・バンドを務めてきた「A Outra Banda da Terra」との共作で、本作より新メンバーのペリーニョ・サンターナ（ギター）が参加した。また、「ルア・イ・エストレーラ」は、「A Outra Banda da Terra」のドラマーで、後にソロ・シンガーとして活動するヴィニシウス・カントゥアリアが提供した曲である。
アンリ・サルヴァドールのカヴァー「ダン・モニール」はフランス語で歌われており、ヴェローゾは後に、サルヴァドールのアルバム『Révérence』（2006年）にゲスト参加している。

## 反響・評価
本作はブラジル国内で10万枚以上を売り上げ、ヴェローゾ初のゴールドディスク認定作品となった。
Alvaro Nederはオールミュージックにおいて5点満点中3点を付け「メロディに関して言えば、カエターノ・ヴェローゾにはもはや1960年代から1970年代ほどの閃きはないが、彼はそれでも優れた音楽を巧みに作っている」「ダンサブルな曲に焦点を絞ったアルバム」と評している。また、『Sounds and Colours』の編集者ラス・スレイターは、本作をヴェローゾの作品の中でも特にポップなアルバムと位置付け、「洗練された音作りが前面に出ているため、一部の人々には受け入れられないかもしれないが、アレンジや曲は相変わらず強力だ」と評している。

## 収録曲
特記なき楽曲はカエターノ・ヴェローゾ作。
1. オウトラス・パラーヴラス（別の言葉） - "Outras Palavras" - 3:52
2. ジェマ（宝石） - "Gema" - 2:23
3. ヴェラ・ガッタ - "Vera Gata" - 2:34
4. ルア・イ・エストレーラ（月と星） - "Lua e Estrela" (Vinicius Cantuária) - 3:32
5. シン/ナォン - "Sim/Não" (Bolão, Caetano Veloso) - 3:54
6. ヌ・コム・ア・ミーニャ・ムジカ - "Nu Com a Minha Música" - 3:54
7. ハプチ・ミ・カマレオーア（雌カメレオンよ、僕をさらってくれ） - "Rapte-Me Camaleoa" - 3:54
8. ダン・モニール（僕の島で） - "Dans Mon Île" (Henri Salvador, Maurice Pon) - 2:58
9. テン・キ・セール・ヴォセ（君でなければ） - "Tem Que Ser Você" - 3:43
10. ブルース - "Blues" (Péricles Cavalcanti) - 1:13
11. ヴェルドゥーラ（みどり） - "Verdura" (Paulo Leminski) - 1:01
12. ケーロ・ウン・ベイビー・セウ（君のベビーが欲しい） - "Quero Um Baby Seu" (Paulo Zdanowski, Luiz Carlos Siqueira) - 4:01
13. ジェイト・ヂ・コルボ - "Jeito de Corpo" - 3:19